# Костёр кровельный
Костёр кровельный (лат. Bromus tectorum) — вид травянистых растений рода Костёр (Bromus) семейства Злаки (Poaceae).

## Ботаническое описание
Однолетние травянистые растения. Стебли в числе нескольких, прямостоячие или в нижней части коленчато-приподнимающиеся, в верхней части, вместе с веточками соцветия коротко- и тонко-пушистые, 20—50, редко до 60 см высотой. Листья линейные, постепенно, но недлинно заострённые, 1,5—4, реже до 5 мм шириной, покрытые вместе с влагалищами короткими тонкими волосками. Язычок 2—3 мм длиной, расщеплённый.
Метёлка раскидистая, 6—12 см длиной и 4—7 см шириной, с тонкими и длинными, обыкновенно изогнутыми дугообразно книзу и обращёнными в одну сторону ветвями, несущими по 2—5 поникающих колоска. Колоски коротко и тонко пушистые, линейно-клиновидные, к основанию постепенно суженные, зеленоватые или фиолетово-покрашенные, 4—9-цветковые, около 15 мм длиной (без остей) и в верхней части 5 мм шириной. Колосковые чешуйки ланцетовидные, по краям бело-плёнчатые, из них нижняя, более узкая и 1-жилковая, тонко-заострённая, на треть короче верхней 3-жилковой, которая 8—12 мм длиной. Наружная прицветная чешуйка ланцетовидная, на конце тонко 2-зубчатая, с 5—7 жилками, коротко-пушистая, 11—12 мм длиной и около 2 мм шириной, с шероховатой от мелких и тонких шипиков остью 14—20 мм длиной, выходящей из основания зубчиков. Внутренняя прицветная чешуйка линейная, короче и уже наружной, 8—9 мм длиной и около 1 мм шириной, по килям длинно ресничатая. Пыльники эллиптические, около 1 мм длиной. Зерновка бурая, почти ланцетовидная, к обоим концам заострённая, около 9 мм длиной и 1,5 мм шириной. 2n=14.

## Распространение и экология
Северная Африка и Евразия. Встречается на каменистых и мелкозёмистых склонах, песках, осыпях и галечниках, в степях и полупустынях, у дорог.

## Синонимы
- Anisantha pontica K.Koch
- Anisantha tectorum (L.) Nevski — Неравноцветник кровельный
- Bromus abortiflorus St.-Amans
- Bromus australis R.Br.
- Bromus avenaceus Lam.
- Bromus dumetorum Lam.
- Bromus lateripronus St.-Lag.
- Bromus longipilus Kumm. & Sendtn.
- Bromus mairei Sennen & Mauricio
- Bromus nutans St.-Lag.
- Bromus scabriflorus Opiz
- Bromus setaceus Buckley
- Bromus sterilis Láng ex Kumm. & Sendtn.
- Bromus tectorius Dulac
- Festuca tectorum Jess.
- Genea tectorum (L.) Dumort.
- Schedonorus tectorum (L.) Fr.
- Zerna tectorum (L.) Panz.

и другие.